# سین‌آباد (جیرفت)
سین‌آباد (جیرفت)، روستایی از توابع شهر ساردوئیه شهرستان جیرفت در استان کرمان ایران است.

## جمعیت
این روستا در شهر  ساردوئیهه قرار دارد و براساس سرشماری مرکز آمار ایران در سال ۱۳۸۵، جمعیت آن    (۸۲خانوار) بوده‌است.